# Чемпіонат України з легкої атлетики в приміщенні 1996
Чемпіонат України з легкої атлетики в приміщенні 1996 серед дорослих був проведений 16-18 лютого в Запоріжжі.
Першість з легкоатлетичних багатоборств була розіграна в Запоріжжі окремо, 3-4 лютого.

## Призери

### Чоловіки
| Дисципліни                | Золото                                   | Золото         | Срібло                              | Срібло  | Бронза                                     | Бронза  |
| ------------------------- | ---------------------------------------- | -------------- | ----------------------------------- | ------- | ------------------------------------------ | ------- |
| 60 метрів                 | Олександр Стрельцов Запорізька область   | 6,67           | Ігор Страх Запорізька область       | 6,68    |                                            |         |
| 200 метрів                | Ігор Стрельцов Запорізька область        | 21,66          |                                     |         |                                            |         |
| 400 метрів                | Юрій Вострухін Запорізька область        | 48,15          | Володимир Дорош Львівська область   | 48,99   |                                            |         |
| 800 метрів                |                                          |                |                                     |         | Олег Курбаков Київ                         | 1.54,22 |
| 1500 метрів               | Сергій Лебідь Донецька область           | 3.50,18        | Сергій Редько Луганська область     | 3.53,00 | Олександр Єфіменко Чернігівська область    | 3.54,58 |
| 3000 метрів               | Сергій Лебідь Дніпропетровська область   | 8.09,50 NIU23R | Юрій Омельченко Чернівецька область | 8.15,92 | Андрій Данилов Вінницька область           | 8.18,44 |
| 60 метрів з бар'єрами     | Володимир Білоконь Луганська область     | 7,71           |                                     |         |                                            |         |
| 3000 метрів з перешкодами | Олексій Пацерін Дніпропетровська область | 8.48,74        | Микола Новицький Київ               | 8.48,77 | Іван Твардовський Тернопільська область    | 8.50,61 |
| Стрибки у висоту          | В'ячеслав Тиртишник Київська область     | 2,26           |                                     |         |                                            |         |
| Стрибки з жердиною        | Віктор Вадатурський Одеська область      | 5,30           | Максим Асмолов Харківська область   | 5,30    | Василь Отрубянников Київ                   | 5,20    |
| Стрибки у довжину         | Володимир Очкань Полтавська область      | 7,82           |                                     |         | Борис Ільїн Київ                           | 7,70    |
| Потрійний стрибок         | Юрій Осипенко Дніпропетровська область   | 17,11          | Володимир Іноземцев Київ            | 17,09   | Андрій Ледовських Дніпропетровська область | 16,50   |
| Штовхання ядра            | Андрій Немчанінов Київ                   | 19,70          | Юрій Білоног Одеська область        | 19,48   |                                            |         |
| Семиборство               | Михайло Медведь Київ                     | 5753h          | Сергій Блонський Київська область   | 5618h   | Олександр Юрков Дніпропетровська область   | 5544h   |

### Жінки
| Дисципліни                | Золото                                  | Золото   | Срібло                                     | Срібло  | Бронза                                 | Бронза  |
| ------------------------- | --------------------------------------- | -------- | ------------------------------------------ | ------- | -------------------------------------- | ------- |
| 60 метрів                 | Анжеліка Шевчук Запорізька область      | 7,28     | Оксана Гуськова Харківська область         | 7,38    | Вікторія Фоменко Харківська область    | 7,0h    |
| 200 метрів                |                                         |          |                                            |         |                                        |         |
| 400 метрів                | Яна Мануйлова Київ                      | 53,43    | Галина Місірук Запорізька область          | 53,48   | Ольга Мороз Київська область           | 53,50   |
| 800 метрів                | Олена Сторчова Київ                     | 2.05,65  | Олена Буженко Харківська область           | 2.05,72 | Ольга Сидорова Запорізька область      | 2.06,21 |
| 1500 метрів               |                                         |          | Ольга Сидорова Запорізька область          | 4.26,02 |                                        |         |
| 3000 метрів               | Олена Сторчова Київ                     | 9.31,50  | Юлія Голобородько Дніпропетровська область | 9.33,30 | Ніна Коврижкіна АР Крим                | 9.37,12 |
| 60 метрів з бар'єрами     |                                         |          | Оксана Кучма Харківська область            | 8,65    | Марія Стратіус Харківська область      | 8,87    |
| 2000 метрів з перешкодами | Тетяна Бабік Миколаївська область       | 6.30,95  | Світлана Курбакова Київ                    | 6.32,04 | Тетяна Купинська Тернопільська область | 6.34,84 |
| Стрибки у висоту          | Ірина Михальченко Миколаївська область  | 1,92     |                                            |         |                                        |         |
| Стрибки з жердиною        | Анжела Балахонова Київ                  | 3,90 NIR |                                            |         |                                        |         |
| Стрибки у довжину         | Олена Шеховцова Київ                    | 6,36     |                                            |         |                                        |         |
| Потрійний стрибок         | Олена Говорова Одеська область          | 14,21    | Ольга Бойко Донецька область               | 13,80   | Олена Шеховцова Київ                   | 13,46   |
| Штовхання ядра            | Надія Лукинів Івано-Франківська область | 17,46    | Ольга Летій Київська область               | 15,78   |                                        |         |
| П'ятиборство              | Олена Ніколюк Київська область          | 4196h    | Тетяна Холодовська Черкаська область       | 4068h   | Марина Щербина Київська область        | 3993h   |